# David Mateos
David Mateos Ramajo (ur. 22 kwietnia 1987 roku w Madrycie) – hiszpański piłkarz występujący na pozycji obrońcy w amerykańskim klubie Orlando City. Wychowanek Realu Madryt. W trakcie swojej kariery reprezentował także barwy AEK-u Ateny, Realu Saragossa oraz Ferencvárosi. Były reprezentant Hiszpanii do lat 17.

## Sukcesy

### Real Madryt
- Puchar Króla (1): 2010/11

### AEK Ateny
- Puchar Grecji (1): 2010/11